# Epibulus brevis
Epibulus brevis, thường được gọi là bàng chài lùn, là một loài cá biển thuộc chi Epibulus trong họ Cá bàng chài. Loài này được mô tả lần đầu tiên vào năm 2008.

## Phân bố và môi trường sống
E. brevis có phạm vi phân bố tương đối rộng rãi ở vùng biển Tây Thái Bình Dương. Chúng được tìm thấy tại Palau, Philippines (đảo Luzon và Cebu), Papua New Guinea (tỉnh Madang, vịnh Milne), Indonesia (các đảo Bali, Lombok, Sulawesi, Flores) và quần đảo Solomon. E. brevis sống xung quanh những rạn san hô và những thảm cỏ biển gần bờ và trong các đầm phá, ở độ sâu khoảng 15 m trở lại.

## Mô tả
E. brevis trưởng thành dài khoảng 18,5 cm và là loài lưỡng tính. E. brevis khá giống với loài họ hàng duy nhất của nó, Epibulus insidiator. Cá đực không sặc sỡ như E. insidiator, có màu nâu và không có vệt đen xuyên qua mắt. Vùng dưới họng và thùy đuôi màu vàng. Có đốm vàng trên vây lưng. Cá mái chuyển từ màu nâu nhạt sang nâu đậm, có khi gần như trắng hoặc vàng. Vây ngực có các vệt đen. Cá con có vây bụng vàng, các vạch trắng trên đầu, có đốm đen trên cả vây lưng và vây hậu môn.
Số ngạnh ở vây lưng: 9; Số vây tia mềm ở vây lưng: 10; Số ngạnh ở vây hậu môn: 3; Số vây tia mềm ở vây hậu môn: 8; Số vây tia mềm ở vây ngực: 12.
Thức ăn của E. brevis là những động vật giáp xác. E. brevis thường sống đơn độc. Chúng được đánh bắt để nuôi làm cảnh, đặc biệt là cá mái.